# Thalictrum tamurae
Thalictrum tamurae är en ranunkelväxtart som beskrevs av Yuichi Kadota och Nob.Tanaka. Thalictrum tamurae ingår i släktet rutor, och familjen ranunkelväxter. Inga underarter finns listade i Catalogue of Life.